# BeBox

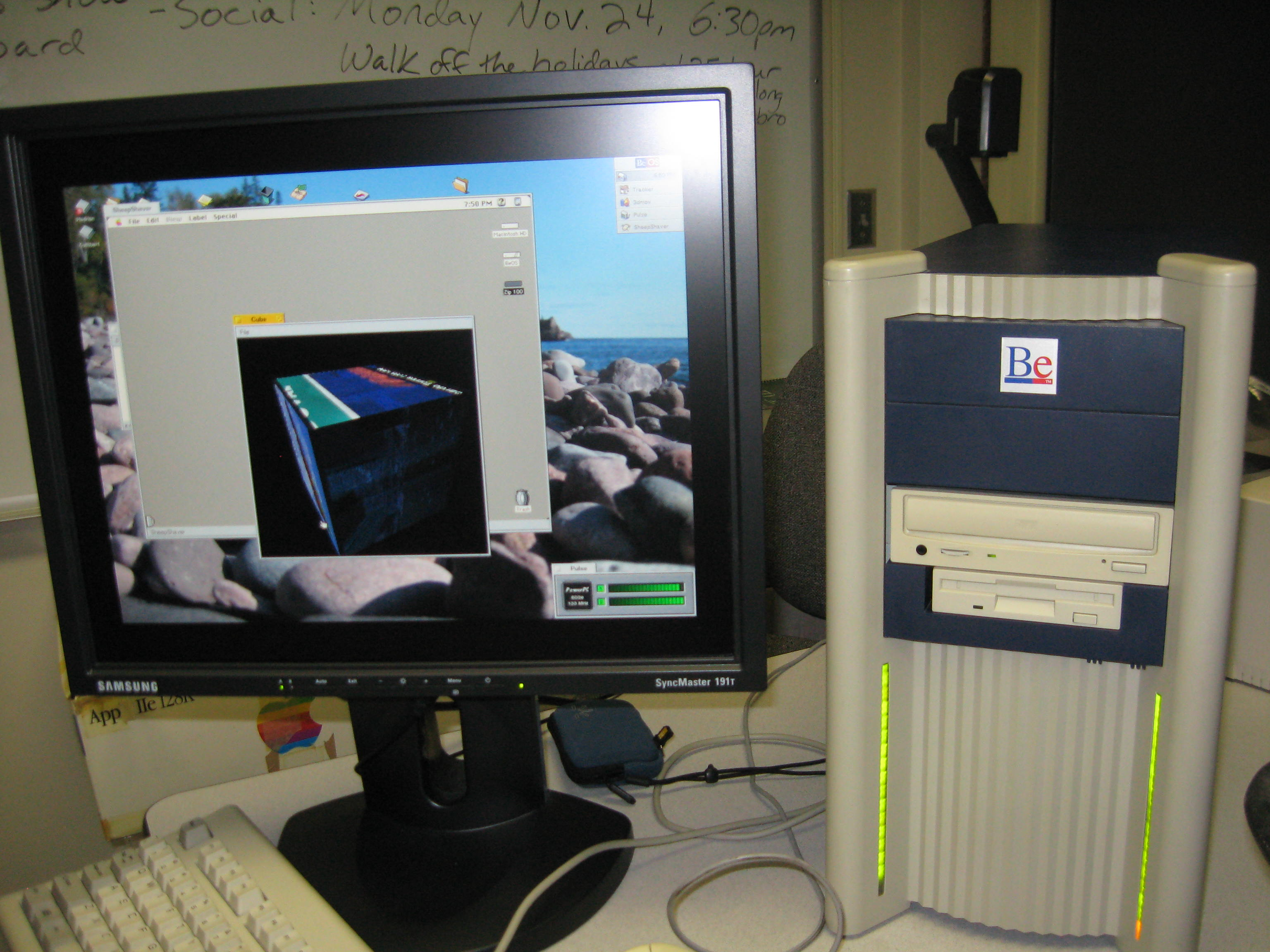
La troisième version de la BeBox (deux 603e @ 133 MHz) était en blanc. Les rangées de LED sur les côtés indiquent la charge de chaque processeur. À l'écran, Sheep Shaver, machine virtuelle permettant d'exécuter l'environnement MacOS dans une tâche.

La BeBox était un ordinateur lancé par Be le 3 octobre 1995.

## Présentation
La BeBox est architecturée autour de deux processeurs Motorola PowerPC 603 cadencés à 66 MHz, deux versions sont sorties de cette architecture, dont une en distribution très limitée, puis une seconde, à destination des développeurs et passionnés. Une troisième version était architecturée autour de PowerPC 603e cadencés à 133 MHz et utilisant dans les deux cas la technologie multiprocesseur SMP. C'est le premier ordinateur personnel à avoir proposé cette technologie. Le système était particulièrement adapté à cette technologie puisqu'il était, depuis le noyau jusqu'à toutes les couches de l'interface, complètement multithreadé. Il s'agissait principalement d'une machine pour développeurs, deux rangées de LED, situées à droite et à gauche de la façade de la machine permettaient d'indiquer la charge de chaque processeur.
Les connecteurs standard des compatibles PC de l'époque sont présents sur la machine. En effet Jean-Louis Gassée voulait pouvoir accéder aux multiples cartes disponibles pour PC et réduire ainsi le coût des extensions pour les utilisateurs, c'était également le meilleur moyen de permettre d'accéder rapidement à une multitude de périphérique disponibles. La machine comprend donc des bus ISA et PCI, quatre ports série, un port parallèle, quatre ports midi (deux IN et deux OUT), deux sorties et deux entrées RCA audio, ainsi qu'une prise casque jack et une prise jack micro. Elle était également dotée d'un port d'extension original appelé GeekPort, qui permettait de fabriquer soi-même des périphériques et de les connecter directement à la machine, ce port étant protégé par un fusible interchangeable.
Son système d'exploitation était BeOS. Il existe une version de Linux et une version de NetBSD disponibles pour les BeBox.
Après avoir porté BeOS sur Macintosh, à la suite de l'ouverture de cette plateforme aux constructeurs taïwanais, Be cessa la fabrication de la BeBox en 1996 (après avoir travaillé sur une machine quad 604). On estime qu'environ un millier de BeBox à 66 MHz et 800 à 133 MHz ont été fabriquées.
BeOS fut ensuite porté sur Intel lorsqu'Apple, après le retour de Steve Jobs à la direction, interdit de faire des clones de Mac à base de PowerPC.

## Galerie

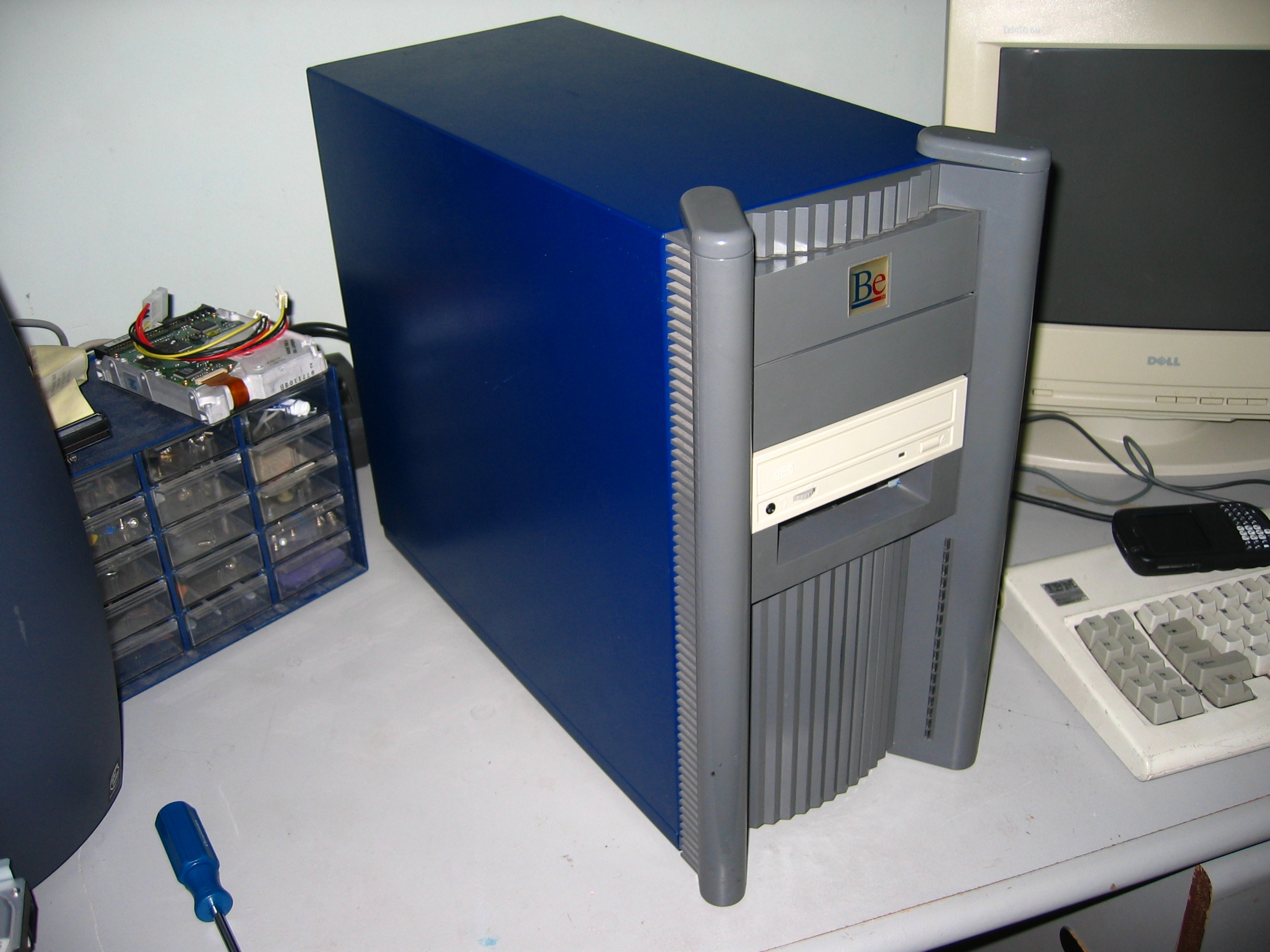
Deuxième version de la BeBox, bleue à façade grise, il s'agit de deux PPC603@66Mhz.
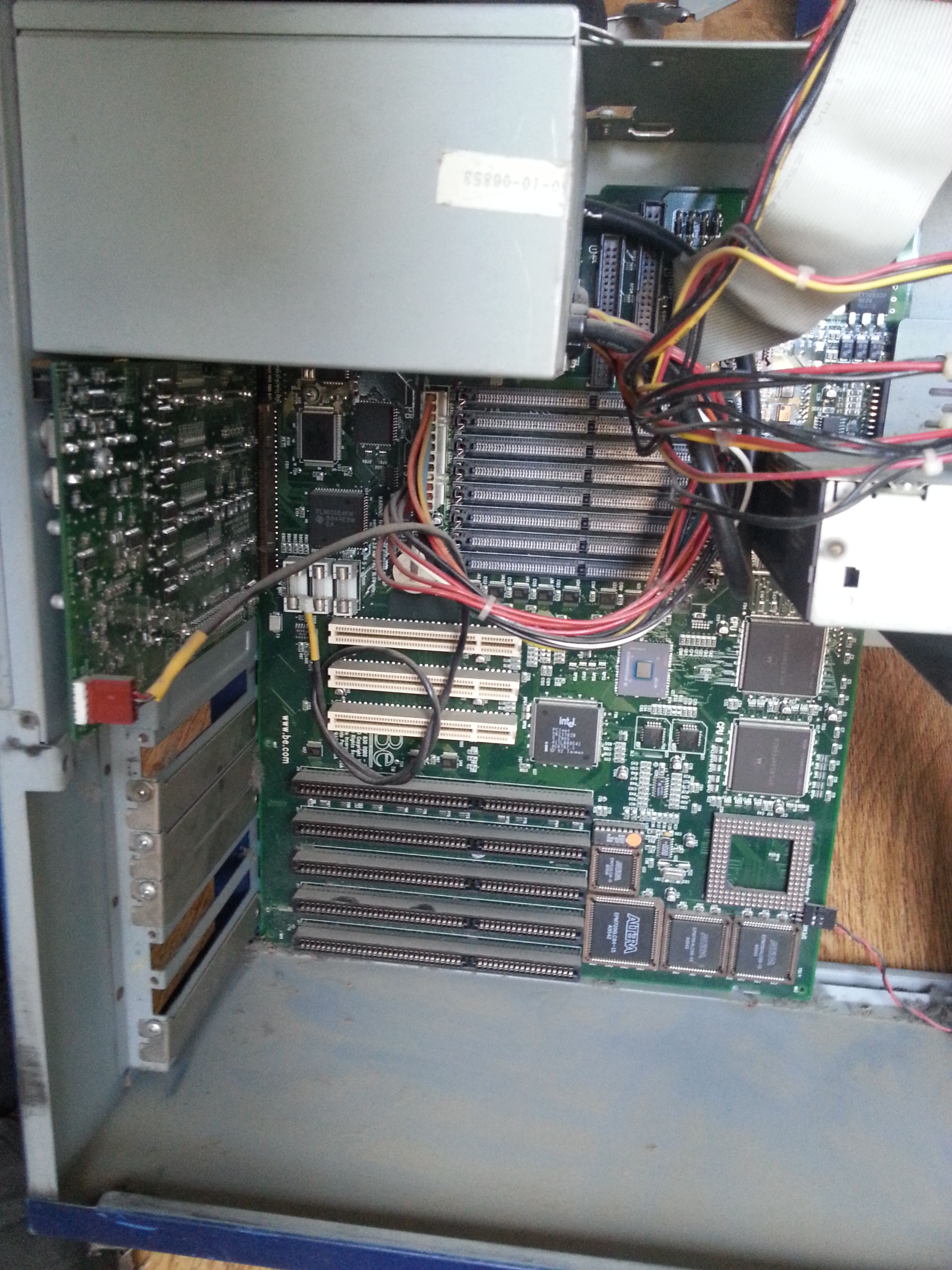
Intérieur de la BeBox.
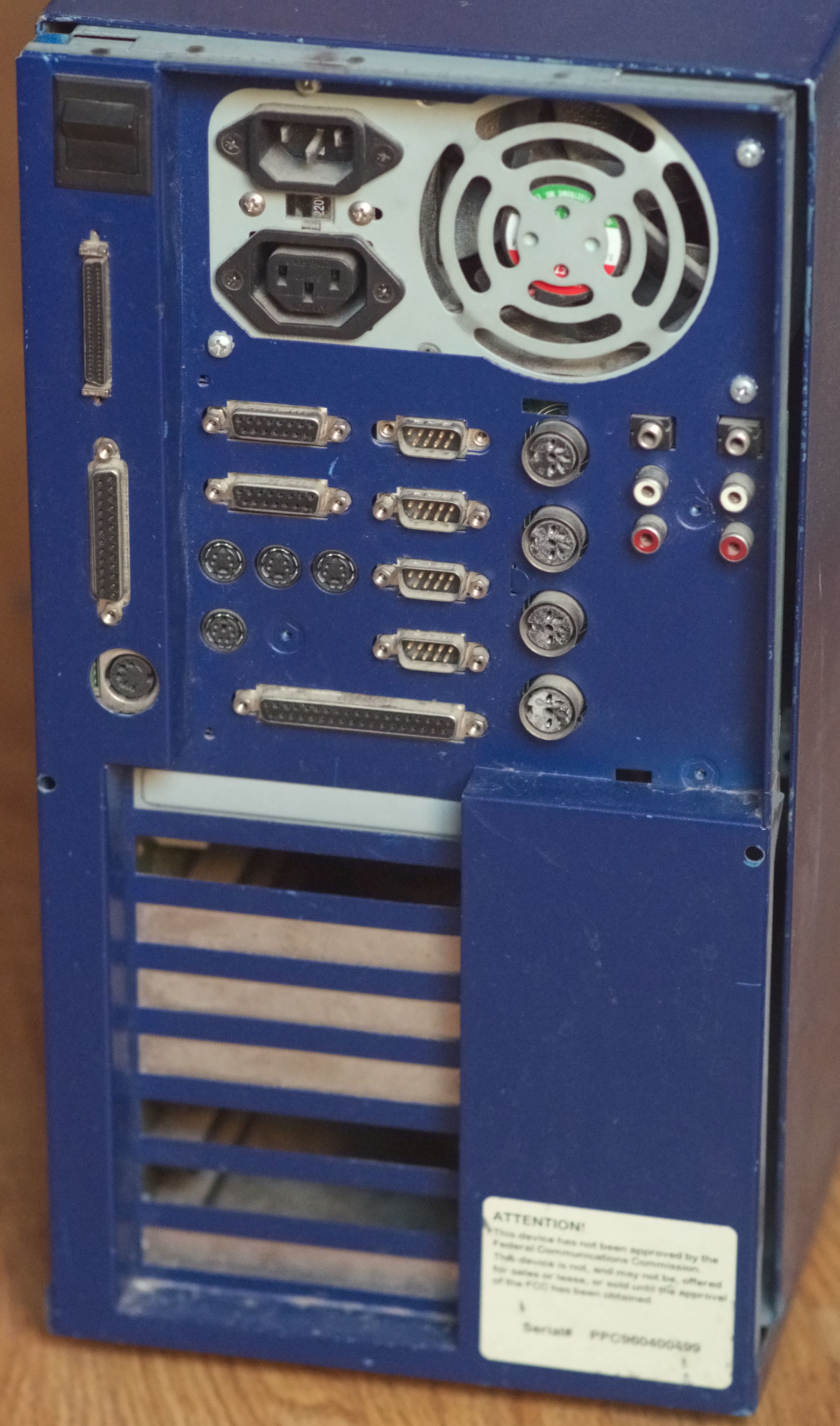
Les nombreux connecteurs à l'arrière de la BeBox.